# Tiffany Shepis
Tiffany Shepis (New York, 1979. szeptember 11. –) amerikai színésznő, aki a legtöbb alkalommal kis költségvetésű filmekben tűnik fel. Gyakran nem a tehetségével, hanem meztelenkedésével kerül a képernyőre.
Az elmúlt évben több produceri feladatot is ellátott.
Tiffanynak eredeti hajszíne barna, szemszíne zöld.